# Каунаська фортеця
Каунаська фортеця (лит. Kauno tvirtovė) — багатокутна оборонна система, побудована в 1882—1915 рр. у м. Каунас та його околицях. Всього було побудовано дев'ять фортів:
- Перший — в Казлішкяй (лит. Kazliškiai), нині муніципалітет Рінгяудай;
- Другий — в Юліанаві (лит. Julijanava);
- Третій — в Сєняві (лит. Seniava);
- Четвертий — в Рокай (лит. Rokai);
- П'ятний — в Зуйкінє (лит. Zuikinė);
- Шостий — в Грічюпісі (лит. Gričiupis);
- Сьомий — в Ейгуляй (лит. Eiguliai);
- Восьмий — в Міліконей (лит. Milikoniai);
- Дев'ятий — на південь від Гіряйте (лит. Giraitė), від 1958 р. музей).

Форти, які розпочали будувати, але залишись незавершеними:
- Залізничний (Палемонас) форт — в Палємонасі (лит. Palemonas);
- Романю (або Десятий) форт — в Ромєйнєй (лит. Romainiai);
- Марва форт — в Академії (лит. Akademija);
- Домєйкавос форт — в Домейкаві (лит. Domeikava).